# Hide Your Heart
Hide Your Heart è il settimo album in studio della cantante gallese Bonnie Tyler, pubblicato nel 1988. Il disco è uscito negli Stati Uniti col titolo Notes from America.

## Tracce
1. Notes from America (Desmond Child, Robbie Seidman) – 4:54
2. Hide Your Heart (Paul Stanley, Child, Holly Knight) – 4:25
3. Don't Turn Around (Diane Warren, Albert Hammond) – 4:18
4. Save Up All Your Tears (Child, Warren) – 4:24
5. To Love Somebody (Barry Gibb, Robin Gibb) – 5:49
6. Take Another Look at Your Heart (Michael Bolton, Child) – 3:47
7. The Best (Mike Chapman, Knight) – 4:16
8. Shy with You (Seidman) – 3:40
9. Streets of Little Italy (Seidman) – 4:37
10. Turtle Blues (Janis Joplin) – 4:12

## Classifiche
| Classifica (1988) | Posizione raggiunta |
| ----------------- | ------------------- |
| Finlandia         | 15                  |
| Germania          | 64                  |
| Norvegia          | 2                   |
| Regno Unito       | 78                  |
| Svezia            | 24                  |
| Svizzera          | 13                  |